# Юридическая библиотека имени Лилиан Голдман
Юридическая библиотека имени Лилиан Голдман (англ. Lillian Goldman Law Library) — библиотека Йельской школы права Йельского университета. Библиотека расположена в восточном крыле здания Йельской школы права (Sterling Law Building).
Названа в честь Лилиан Шуман Голдман, пожертвовавшей в 1992 году более 20 млн долларов на реконструкцию библиотеки школы права Йельского университета.
Библиотека является одной из крупнейших юридических библиотек мира и содержит около 800 тыс. томов, в том числе около 200 тыс. томов по международному праву и праву иностранных государств.